# Jitka Frantová Pelikánová
Jitka Frantová Pelikánová (* 1. Mai 1932 in Malhostovice, Tschechien; † 20. April 2020 in Rom, Italien) war eine tschechisch-italienische Schauspielerin. Sie war mit Jiří Pelikán verheiratet.

## Leben
Jitka Frantová absolvierte das Gymnasium in Brünn.
Danach studierte sie an der Janáček-Akademie für Musik und Darstellende Kunst Brünn (JAMU) unter anderem auch Gesang, Tanz und Pantomime. Zu ihren Lehrern gehörte Vlasta Chramostová. Schon während ihres Studiums trat sie im Nationaltheater Brünn und im Radio Brünn auf. Ein Stipendium ermöglichte ihr ein Studium in Frankreich bei Jean Vilar und Gérard Philipe.
Nach ihrem Studium arbeitete sie von 1952 bis 1953 am Theater in Uherské Hradiště und von 1953 bis 1959 im Stadttheater Kolín. Von 1959 bis 1968 spielte sie verschiedene Hauptrollen im Rokoko-Theater Prag. Daneben hatte sie Rollen in Film und Fernsehen. So spielte sie 1960 in der Fernsehserie Robot Emil und der anschließenden Serie Märchen der Tante Boženka die Tante Boženka. Beim Radio hatte sie eine eigene humoristische Serie Aus dem Tagebuch eines Mädchens Barborka.
Jitka Frantovás Ehemann war der Regisseur, Politiker und Aktivist Jiří Pelikán. Dieser war einer der Hauptakteure der Tauwetter-Periode und des Prager Frühlings. 1968 erfolgte die militärischen Niederschlagung des Prager Frühlings durch die Truppen der Sowjetunion, Polens, Ungarns und Bulgariens. Bei den darauf folgenden repressiven Maßnahmen verlor Jitka Frantová ihre Stelle am Rokoko-Theater und musste das Haus innerhalb einer Stunde verlassen. Sie hatte dann noch bis 1969 ein kurzes Engagement am Musiktheater in Prag. Dann wurde ein Verbot jeder künstlerischen Betätigung über sie verhängt. Daraufhin folgte sie 1969 ihrem Ehemann nach Italien, wo das Ehepaar noch im selben Jahr politisches Asyl beantragte. Beide erhielten die italienische Staatsbürgerschaft.
1972 wurde Jitka Frantová in Abwesenheit von den kommunistischen Machthabern in Prag zu drei Jahren Gefängnis verurteilt.
Jitka Frantová hatte sehr gute Sprachkenntnisse in Deutsch, Italienisch und Französisch. Dadurch bekam sie schnell Theater-, Film-, Fernseh- und Rundfunkrollen in Deutschland, Österreich und Italien.
So spielte sie in Wien die Hauptrolle in Karel Čapeks Stück Die Sache Makropulos. In Italien spielte sie in Luigi Pirandellos Sechs Personen suchen einen Autor die Madame Pace. In Giorgio Albertazzis TV-Film Gli angeli del potere, 1988, spielte sie die Maria. 1996 trat sie auf in der tschechischen Fernsehserie Konec velkých prázdnin (deutsch: Das Ende der großen Ferien) nach einem Werk von Pavel Kohout. Im Jahr 2008 führte sie ihr selbstgeschriebenes Stück Mein Prager Frühling in Brünn und Prag auf.
2015 wurde ihr von Miloš Zeman die tschechische Verdienstmedaille verliehen.

## Beziehungen zum Geheimdienst
Aus den Archiven der Staatssicherheit der Tschechoslowakei (Státní bezpečnost, StB) geht hervor, dass Jitka Frantová dort seit 1961 unter dem Pseudonym Barbora und später Helena als Agent geführt wurde.
Ihre Registrierungsnummer war 11966, die Archivnummer 811065, Z-136.
Sie lieferte in den Jahren 1961 und 1962 ausführliche und detaillierte Berichte über ihre Kollegen an verschiedenen Theatern, auch über deren Privatleben.
Dafür wurden ihr von der Staatssicherheit Reisen ins westliche Ausland ermöglicht.
Als Jitka Frantová 1962 erklärte, Jiří Pelikán heiraten zu wollen, beendete die Staatssicherheit die Zusammenarbeit mit ihr.
Die Zusammenarbeit mit Nomenklaturakadern und Mitgliedern der Nationalversammlung und deren Ehepartnern war der Staatssicherheit untersagt.
1965, 1967, 1968 kam es trotzdem nochmal zu kurzen Zusammenarbeiten.
1973 wurde sie in den Akten der Staatssicherheit als Auswanderin aufgeführt.
1976 wurde sie nochmals als Agentin unter dem Decknamen Bába neu registriert.
Die Akte darüber wurde 1989 vernichtet.
Jitka Frantovás Ehemann Jiří Pelikán äußerte Freunden gegenüber, dass er nicht gewusst habe, dass seine Frau Agentin der Staatssicherheit sei.
2015 auf diese Dinge angesprochen, tat Jitka Frantová all das als von der Staatssicherheit frei erfundenes Märchen ab.

## Filmografie (Auswahl)
- 1996: Konec velkých prázdnin (Fernsehserie)
- 1988: Gli angeli del potere (Fernsehfilm)
- 1986: Pension Tosca oder Die Sterne lügen nicht (Fernsehfilm)
- 1982: Mordkommando (Fernsehfilm)
- 1973–1987: Tatort (Fernsehreihe)
- 1973: Nichts als Erinnerung
- 1972: Galgentoni
- 1960: Roboter Emil und Tante Boženka (Fernsehserie)
- 1952: Morgen tanzt die ganze Welt
- 1950: Die große Gelegenheit